# عزلة بني سباء (تعز)
عزلة بني سباء هي إحدى عزل مديرية شرعب السلام في محافظة تعز اليمنية ويبلغ تعداد سكانها 3192 نسمة حسب التعداد السكاني في اليمن لعام 2004.